# 陈雁升
陈雁升（1970年—），生于广东澄海，中国玩具企业星辉娱乐的创始人。

## 生平
陈雁升高中毕业后來到汕头澄海的一家台资渔具厂当工人，後來當上车间主任。陈雁升23岁时结婚。1995年年底，陈雁升和妻子成立了星辉塑胶厂。2000年，陈雁升又成立星辉实业公司。